# الأتراك في اليمن
الأتراك في اليمن، المعروفين أيضاً باسم اليمنيين الأتراك، يشير إلى الأشخاص ذو العرقية التركية الذين يعيشون في اليمن.

## التاريخ
غالبية الأتراك في اليمن هي من نسل الأتراك الذين بدأوا في الهجرة إلى اليمن كجزء من توسع الدولة العثمانية، التي سيطرت على أجزاء من اليمن لأكثر من 300 عام، وغطت إيالة اليمن التابعة للإمبراطورية العثمانية جزءاً واسعاً من اليمن الحديثة.

## السكان
تتراوح تقديرات الجالية التركية في اليمن بين 10 ألف  إلى 30 ألف. حوالي 6 ألف منهم يعيشون في صنعاء.

## مشاهير
- نصر طه مصطفى
- جاهدة سونكو